# Karumba
Karumba est une ville située dans le Queensland, en Australie, à 71 km de Normanton et 2 159 km de la capitale de l'État, Brisbane. La ville a auparavant été connue sous le nom de Norman Mouth et Kimberely. Karumba était le terme utilisé par les aborigènes pour décrire l'endroit, et il est utilisé officiellement comme nom depuis les années 1880.

## Histoire
Karumba fait partie du comté de Carpentaria, dont la capitale administrative est Normanton. Au recensement de 2006, la ville affichait une population de 518 habitants.
La ville est située à l'embouchure du fleuve Norman, et est la seule ville le long de la côte sud du Golfe de Carpentaria). L'économie de la ville est principalement tournée vers la pêche. L'industrie de la crevette s'y est développée dans les années 1960.